# پارک ملی شناندوا
پارک ملی شناندوا (به انگلیسی: Shenandoah National Park) پارکی طبیعی در ایالت ویرجینیا در ایالات متحده آمریکا است.
این پارک که ۸۰۵ کیلومتر مربع مساحت دارد، حاوی چشم اندازهای طبیعی کوه‌های شنندوا در رشته‌کوه آپالاش است.

## وب‌گاه‌های مربوطه
- وبگاه رسمی
- File:Park-Brochure-Farsi Shenandoah National Park.pdf (بروشور رسمی به زبان فارسی)
- وبگاهی دیگر